# Фако, Руй
Руй Фако (порт. Rui Facó; 4 октября 1913, Бебериби (Сеара), Бразилия — 15 марта 1963, Андские Кордильеры, Перу) — бразильский журналист, публицист, историк-марксист и коммунистический активист.

## Биография
Проведя юность в небольшом северо-восточном городке в штате Сеара и в его столице Форталезе, Руй Фако как выходец из семьи местного фермера рано пошёл работать, чтобы оплачивать свою учёбу. Параллельно с ней он начал заниматься активизмом и политической журналистикой, участвовал в демонстрациях 1935 года и вступил в Бразильскую коммунистическую партию.
После пребывания в Салвадоре, где он закончил своё юридическое образование, сотрудничал в газете «Estado da Bahia» (но также и в ряде реакционных изданий), женился, активно участвовал в антифашистском движении и подвергался репрессиям со стороны «Нового государства» Жетулиу Варгаса, Руй Фако в послевоенные годы поселился в столице страны Рио-де-Жанейро. Там он стал членом редакционной коллегии органа компартии «A Classe Operária» («Классовая борьба»). Однако поскольку президент Эурику Гаспар Дутра вновь запретил деятельность коммунистов, спустя некоторое время Руй Фако снова переехал — на этот раз в Советский Союз.
В СССР жил в 1952—1958 годах, до смерти своей супруги, ведя интенсивную литературную и журналистскую деятельность, в том числе на московском радио. Вернувшись на родину, писал для множества изданий («Seiva», «Flama», «Continental», «Problemas», «Estudos Sociais», «A Classe Operária», «Tribuna Popular», «Hoje», «O Momento», «O Democrata», «Voz Operária»), но в первую очередь выступал одним из ведущих репортёров «Novos Rumos» («Новые пути») — новой еженедельной газеты, призванной воплотить новую политическую ориентацию БКП после разоблачений культа личности в СССР и отхода от сталинизма.
Руй Фако погиб в авиационной катастрофе над горным хребтом Анд во время поездки по странам Южной Америки, конечным пунктом назначения которой должна была стать Гавана (где было запланировано его участие как делегата бразильской компартии в публичном мероприятии в поддержку Кубинской революции), а итогом — серия репортажей о странах региона. Посетив Буэнос-Айрес и Сантьяго-де-Чили, он вылетел в Ла-Пас (Боливия), с последней остановкой в Арике на крайнем севере Чили. Однако самолет типа Douglas DC-6B, отвечающий на рейс № 915 компании Lloyd Aéreo Boliviano, который вылетел из аэропорта Арика 15 марта 1963 года в 13:27, из-за сильной турбулентности столкнулся со скалой близ чилийского вулкана Такора и упал за перуанской границей. В результате крушения все 39 пассажиров самолета (36 пассажиров и 3 члена экипажа) погибли.

## Творчество
Руй Фако был плодовитым партийным публицистом, редактировавшим также тексты своих товарищей, включая Луиса Карлоса Престеса, Жуана Карлуса Маригеллу и Жиокондо Диаса.
Как историку-марксисту ему принадлежит ряд статей о бразильской истории — в том числе о знакомой ему из родного края крестьянской войне в Канудусе. Стиль Руя Фако сформировался под влиянием Эуклидиса да Куньи и Грасильяну Рамоса и колеблется между журналистикой факта и эссе, не уступая сухому академизму.
Наиболее известной работой Руй Фако считалась публицистическая книга «Бразилия ХХ столетия», написанная по просьбе аргентинского издателя в 1960 году и затем переведённая на несколько языков, включая испанский, итальянский, чешский и русский (в 1962 году).
Его вторая книга и главный труд — «Разбойники и фанатики» (Cangaceiros e Fanáticos) — вышла уже посмертно. В ней Фако пытается применить марксистско-ленинскую интерпретацию к различным феноменам новой истории бразильского сертана, таким как милленаристские и мессианские движения (отец Сисеру) и конкретная форма сельского бандитизма — кангасейру (капитан Лампан). Эта книга вдохновила режиссёра Глаубера Рошу на его классический фильм «Бог и дьявол на земле солнца» (Deus e o Diabo na Terra do Sol, также известный как «Черный бог и белокурый дьявол»).

## Сочинения
- Brasil Século XX, Vitória, Rio de Janeiro, 1960.
  - Бразилия XX столетия / пер. с португ. Д. А. Дьяконова, В. В. Столярова. — М.: Иностранная литература, 1962. — 303 с.
- Cangaceiros e Fanáticos, Editora da Universidade Federal do Rio de Janeiro, 2008. (предыдущие издания Livraria São José, Rio de Janeiro, 1963 и в сборнике Civilização Brasileira, Edições UFC, 1980).
- Крестьянская война в Канудосе, «Новая и новейшая история», 1959, № 1.